# Districtul Leoben
 Districtul Leoben  are în anul 2009 o populație de 64.087 locuitori, ocupă o suprafață de 1.099 km², fiind situat central în landul Steiermark din Austria.

## Localitățile districtului
Districtul cuprinde 19 comune, trei orașe și șase târguri, nr. de locuitori apare în paranteză
| Orașe - Eisenerz (3903) - Leoben (24.584) - Trofaiach (Ungültiger Metadaten-Schlüssel 61117Kategorie:Wikipedia:Fehler in Vorlage Metadaten Einwohnerzahl#Ungültiger Metadaten-Schlüssel 61117) Târguri - Kalwang (998) - Kraubath an der Mur (1302) - Mautern in Steiermark (1755) - Niklasdorf (2410) - Sankt Michael in Obersteiermark (3056) - Sankt Peter-Freienstein (2366) - Vordernberg (1018) | Comune - Gai (Ungültiger Metadaten-Schlüssel 61102Kategorie:Wikipedia:Fehler in Vorlage Metadaten Einwohnerzahl#Ungültiger Metadaten-Schlüssel 61102) - Hafning bei Trofaiach (Ungültiger Metadaten-Schlüssel 61103Kategorie:Wikipedia:Fehler in Vorlage Metadaten Einwohnerzahl#Ungültiger Metadaten-Schlüssel 61103) - Hieflau (Ungültiger Metadaten-Schlüssel 61104Kategorie:Wikipedia:Fehler in Vorlage Metadaten Einwohnerzahl#Ungültiger Metadaten-Schlüssel 61104) - Kammern im Liesingtal (1590) - Proleb (1550) - Radmer (537) - Sankt Stefan ob Leoben (1908) - Traboch (1401) - Wald am Schoberpaß (551) |

|  |